# Astyanax leopoldi
Astyanax leopoldi är en fiskart som beskrevs av Géry, Planquette och Le Bail, 1988. Astyanax leopoldi ingår i släktet Astyanax och familjen Characidae. Inga underarter finns listade.